# Новосельцево (Шатурский район)
Новосельцево — деревня в Шатурском муниципальном районе Московской области. Входит в состав Дмитровского сельского поселения. Население — 13 чел. (2013).

## Расположение
Деревня Новосельцево расположена в центральной части Шатурского района, расстояние до МКАД порядка 145 км. Высота над уровнем моря 134 м.

## Название
В письменных источниках деревня упоминается как Новосильцевская (позднее Новосельцевская, Новосельцево) или Мишурово.
Изначально деревня называлась Новосильцевской, что, вероятно, связано с фамилией Новосильцевых, землевладельцев Егорьевского уезда XVIII века. Во 2-й половине XIX века название деревни сначала преобразовывается в Новосельцевскую под влиянием многочисленных ойконимов Новосёлки, а затем в начале XX века приведено к распространенной модели с суффиксами -ов-/-ев- — Новосельцево.

## История
Впервые упоминается в писцовой Владимирской книге В. Кропоткина 1637—1648 гг. как деревня Новосельцевская Бабинской кромины волости Муромское сельцо Владимирского уезда Замосковного края Московского царства. Деревня принадлежала князю Алексею Степановичу Елецкому.
Последней владелицей деревни перед отменой крепостного права была тайная советница Елизавета Васильевна Толстая.
После отмены крепостного права деревня вошла в состав Горской волости.
В 1884 году в деревне была построена часовня в память убиенного царя Александра II.
В советское время деревня входила в Дмитровский сельсовет.

## Население
| 1858 | 1859 | 1868 | 1885 | 1905 | 1993 |
| ---- | ---- | ---- | ---- | ---- | ---- |
| 271  | ↘270 | ↗301 | ↗323 | ↗415 | ↘31  |
| 2002 | 2006 | 2010 | 2011 | 2013 |      |
| ↘16  | ↘14  | ↘9   | ↗12  | ↗13  |      |